# Kutschenremise (Castell)

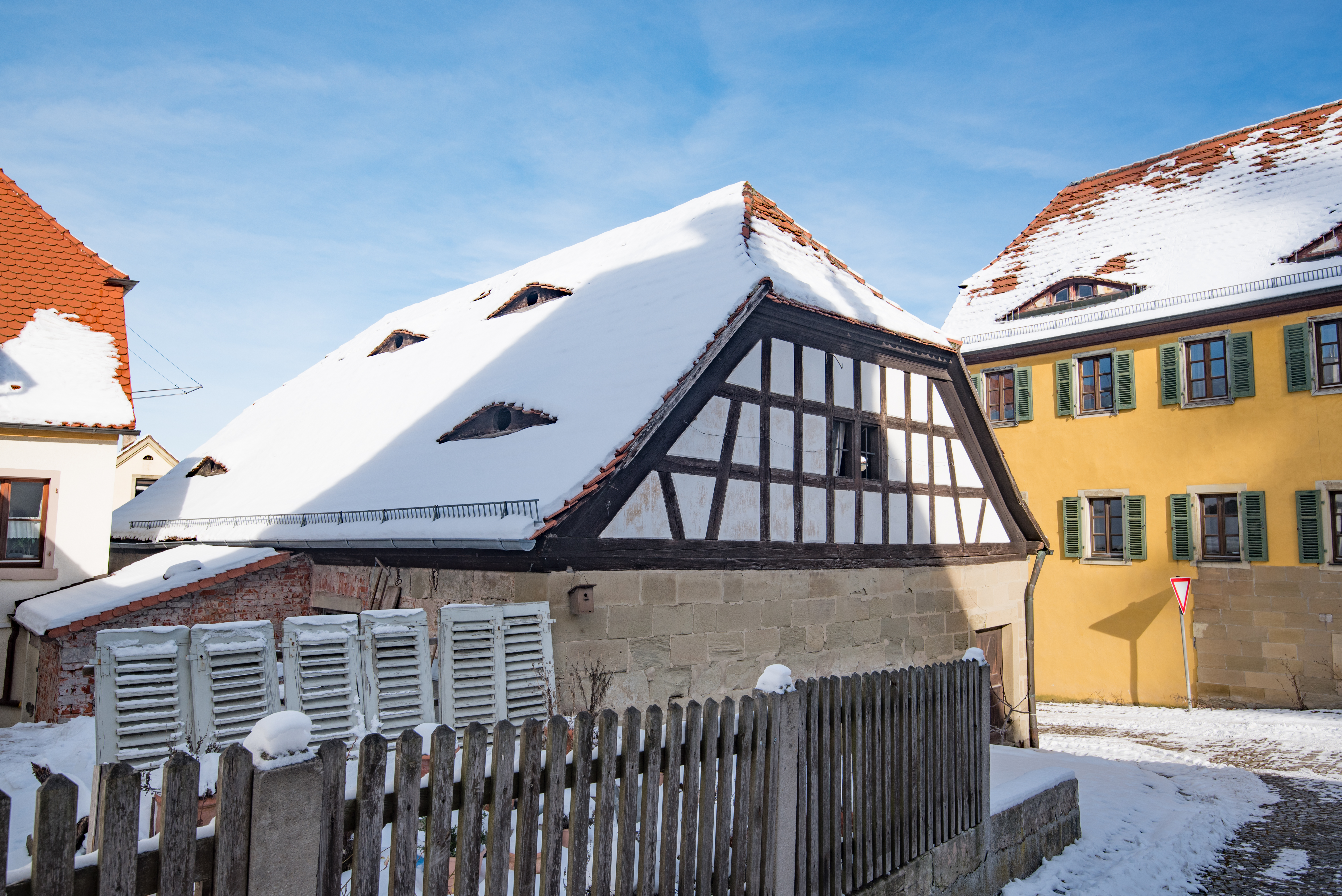
Casteller Kutschenremise

Die Kutschenremise (auch Kutschenhaus; früher Hausnummer 21) ist ein denkmalgeschütztes Bauwerk im unterfränkischen Castell im Landkreis Kitzingen. Das Bauwerk ist dem benachbarten Schloss Castell zugeordnet.

## Geschichte
Im Jahr 1785 verkaufte der wohl als Metzger tätige Georg Krug sein Anwesen am heutigen Rathausplatz 4 an die Herrschaft der Grafen zu Castell. Das Haupthaus wurde als Schule eingerichtet, während die auf dem Gelände befindliche hintere Scheune als Unterstellplatz für die herrschaftlichen Kutschen diente. Bereits in den Kaufunterlagen wird die zukünftige Nutzung umrissen, wobei auch erstmals der heute noch gebräuchliche Name für das Gebäude auftaucht: „die [...] Scheuer aber für gndst. Herrschaft zu einer Kutschenremis eingetauscht und zugerichtet [...]“.
Die Nutzung des kleinen Baus änderte sich in den folgenden Jahrhunderten nicht mehr. Im Jahr 1817 wurde das ältere Scheunengebäude abgerissen und durch den heute noch existierenden Bau ersetzt. Ab ca. 1920 wandelte man das Häuschen in die fürstliche Autogarage um, die ältere Bezeichnung blieb allerdings bestehen. Das Dachgeschoss wurde bereits im 18. Jahrhundert zur Getreidelagerung genutzt. Das Bayerische Landesamt für Denkmalpflege ordnet die ehemalige Kutschenremise als Baudenkmal ein.

## Beschreibung
Die Remise erinnert in ihrem Erscheinungsbild an mehrere andere von der gräflichen Herrschaft in Castell errichtete Häuser wie das Haus Bergstraße 2. Es präsentiert sich als eingeschossiger Sandsteinquaderbau, der traufseitig zur hier entlangführenden Straße Am Schlossplatz errichtet wurde. Die ehemalige Kutschenremise schließt mit einem Dachgeschoss in Fachwerkbauweise ab über dem sich ein Halbwalmdach spannt. Zwei breite Rundbogentore mit Doppelflügeltüren erinnern an die Nutzung als Garage. Das Dach wurde mit Fledermausgauben versehen. 